# Georgina Rodríguez
Georgina Rodríguez Hernández (Buenos Aires, Argentina, 27 de gener de 1994) és una model i empresària argentina, nacionalitzada espanyola que es va donar a conèixer com la parella del futbolista Cristiano Ronaldo en 2017. Des de llavors ha protagonitzat multitud de passarel·les, reportatges, revistes de moda i programes de televisió.

## Biografia
Georgina Rodríguez Hernández va néixer el 27 de gener de 1994 a Buenos Aires (Argentina), però va viure tota la seva vida a Jaca, Aragó. És filla de pare argentí, de nom Jorge Rodríguez i mare espanyola, de nom Ana María Hernández; com ella mateixa ha confessat: «El meu pare és argentí i la meva mare és de Múrcia. Van anar a Buenos Aires amb la meva germana Ivana perquè elles coneguessin la família del meu pare. Van decidir quedar-s'hi un temps i vaig néixer jo. El meu pare va intentar convèncer la meva mare per viure a Argentina, però no ho va aconseguir i, quan jo tenia un any, van tornar a Múrcia. Després, ens vam trasllader a viure a Jaca». El 2016 va treballar com a empleada en una botiga Gucci de Madrid durant vuit mesos i, després, a la botiga de Prada a El Corte Inglés.
Va començar una relació amb Cristiano Ronaldo a mitjans del 2016, encara que van confirmar la seva relació oficialment un any després. Van tenir la seva primera filla, Alana Martina el novembre del 2017, sent la quarta filla del futbolista. L'octubre del 2021, la parella va anunciar el seu segon embaràs.

## Trajectòria professional
Va fitxar per l'agència de modelatge UNO Models el 2017. Durant la seva carrera, ha treballat per a Grazia, Men's Health, Glamorous i Yamamay, a més d'haver estat ambaixadora amb la marca de biquinis Pretty Little Things. També ha protagonitzat portades de revistes de moda com Vogue o La Gazzetta dello Sport. A més, gràcies a la seva faceta com a model, ja el 2018 es va convertir en l'espanyola més seguida a la xarxa social Instagram, amb la qual va començar una carrera com a influencer. En posteriors anys, ha aconseguit assolir més de 27 milions de seguidors a la xarxa social, aconseguint ser un fenomen.
El novembre de 2019 va acudir a la gala MTV Europe Music Awards i va ser l'encarregada de lliurar-li un guardó a la cantant catalana Rosalía. Posteriorment, el febrer de 2020, va debutar com a presentadora al Festival de la Cançó de San Remo. L'octubre d'aquell any, es va desemmascarar com una de les concursants del programa d'Antena 3 Mask Singer: adivina quién canta, on va realitzar el paper de León interpretant la cançó «Si por mi fuera» de Beret, amb qui més endavant va interpretar la cançó a l'escenari del Starlite Festival a Marbella. En aquests anys, ha acudit també com a celebritat convidada a festivals de cinema i música de gran transcendència com el Festival Internacional de Cinema de Venècia en la seva 77 i 78 edició o el Festival de Cannes el 2021.
El febrer de 2021 va debutar com a empresària per a la seva pròpia marca de roba «OM By G», la qual va esgotar les existències del seu primer producte el primer dia del seu llançament. L'abril del mateix any, es va anunciar el seu fitxatge per a Netflix per a la realització d'un documental sobre la seva vida, els enregistraments del qual van començar al maig i que va tenir la seva primera presentació al FesTVal de Vitòria. El reality va ser llançat a nivell mundial el 27 de gener de 2022 a través de Netflix.

## Projectes filantròpics
Es va involucrar amb la fundació Nuevo Futuro el 2017, a la qual segueix lligada actualment, que lluita perquè nens i joves desprotegits i sense un ambient familiar rebin educació i puguin conviure de manera estable. Pel seu compromís amb aquesta associació, ha rebut premis pel seu compromís social i labor filantròpica.

## Filmografia
| Any  | Títol                                    | Cadena   | Notes                       |
| ---- | ---------------------------------------- | -------- | --------------------------- |
| 2019 | MTV Europe Music Awards                  | MTV      | Lliuradora de premi         |
| 2020 | Gala del Festival de la Cançó de Sanremo | Rai 1    | Presentadora                |
| 2020 | Mask Singer: adivina quién canta         | Antena 3 | Concursant                  |
| 2022 | Soy Georgina                             | Netflix  | Protagonista del documental |

## Premis i nominacions
- Premi pel seu compromís social, labor filantròpica i la seva implicació en diferents projectes humanitaris a la Starlite Gala 2021.[30]